# Иванов, Илья Иванович (руководитель)
Илья Иванович Иванов (1904, Херсон — 1979, Днепропетровск) — советский государственный и партийный деятель. Первый секретарь Сумского (1945—1950) и Запорожского (1951—1952) обкомов КП(б) Украины. Заместитель министра лёгкой промышленности Украинской ССР (1952—1954), заместитель министра чёрной металлургии Украинской ССР (1954—1957). Депутат Верховного Совета СССР II—III созывов.

## Биография
Родился в 1904 в Херсоне. По национальности — русский. Родители — мещане (рабочие). Отец работал на лесопильном заводе до смерти в 1913. Мать осталась вдовой с тремя малолетними детьми и, не имея средств к существованию, была вынуждена работать по найму. Учился в начальной школе в 1912—1916 гг. В 1920 добровольно пошёл на флот и в 1920—1922 был юнгой-мотористом Днепровской военной флотилии.
В 1922—1929 работал на водном транспорте кочегаром, смазчиком, одновременно обучаясь на рабочем факультете при ОМИ (1924—1926) и вечернем морском техникуме (1924—1929). В 1923—1929 был членом ЛКСМУ. В октябре 1927 принят в члены ВКП(б) Херсонским окружкомом.
В течение 1929—1933 учился на металлургическом факультете Ленинградского металлургического института (Ленинградского политехнического института) по специальности «инженер-металлург».
После окончания работал как помощник мастера, сменный инженер и заместитель начальника мартеновского цеха на металлургическом заводе в 1933—1936. В 1936—1938 работал на машиностроительном заводе им. Фрунзе (Сумы) на должностях металлурга и главного инженера. С 1938 переходит на партийную работу. В 1938—1940 находился на должности секретаря горкома и второго секретаря обкома КП(б)У в Сумах. В 1940—1943 был заведующим отделом Управления кадров ЦК ВКП(б) в Москве.
В течение 1943—1945 работал вторым секретарём Николаевского обкома КП(б)У. В 1945—1950 был первым секретарём Сумского обкома КП(б)У. В течение следующих 2 лет прослушал курсы при ЦК ВКП(б) в Москве. На должность первого секретаря Запорожского обкома И. И. Иванов был назначен 29 ноября 1951 и уже 24 апреля 1952 уволен. Как отмечается в его личном деле, причиной увольнения стало «безответственное отношение к завершению уборки и зачистки площадей, допущение больших потерь хлопка и неправильной информации ЦК КП(б)У об окончании уборки хлопка урожая 1951 г. в колхозах области». По этой же причине пострадал и тогдашний председатель исполкома областного совета В. Н. Пономаренко.
- Депутат Совета Союза Верховного Совета СССР II и III созывов (1946—1950 и 1950—1954) от Сумской области[3][4].
- 1952 г. — инспектор ЦК КП(б) Украины,
- 1952—1954 гг. — заместитель министра лёгкой промышленности Украинской ССР,
- 1954—1957 гг. — заместитель министра чёрной металлургии Украинской ССР,
- 1957—1960 гг. — начальник Управления рабочего снабжения СНХ Днепропетровского экономического административного района.

С 1960 г. на пенсии.

## Награды
- орден Ленина (23.01.1948)